# Industriales de Valencia
Industriales de Valencia fue un equipo venezolano de béisbol con sede en Valencia, perteneciente a la Liga Venezolana de Béisbol Profesional que jugó desde 1955 hasta 1968. Los Industriales se unieron a la liga como reemplazo de la Santa Marta BBC.
Este equipo disputaba sus encuentros en el Estadio Cuatricentenario de Valencia (hoy conocido como Estadio José Bernardo Pérez). Fue campeón de la Serie Interamericana 1961.

## Historia
Su primera temporada oficial fue la 1955-56, los Industriales de Valencia en su corta trayectoria dentro de la Liga, tuvieron un exitoso desempeño, logrando ganar 5 títulos de la temporada, 4 campeonatos y 3 Subcampeonatos en apenas 13 temporadas disputadas. Representando a Venezuela en la primera etapa de la Serie Caribe en los torneos de 1956 y 1958.
Debido a la baja afluencia de los aficionados al estadio y los problemas financieros de la franquicia decidieron trasladarse en la temporada 1968-69 a la ciudad de Acarigua en Portuguesa denominándose Llaneros de Acarigua.

## Récord anual del equipo
| Temporada | Récord                           | Final                   | Mánager                        | Nota                                                              |
| --------- | -------------------------------- | ----------------------- | ------------------------------ | ----------------------------------------------------------------- |
| 1955-56   | 33-21                            | 1.º                     | Regino Otero                   | Título del campeonato                                             |
| 1956-57   | 12-14 (1st half) 18-8 (2nd half) | 4.º 1.º                 | Regino Otero                   | Serie de campeonato perdida                                       |
| 1957-58   | 23-18                            | 1.º                     | Regino Otero                   | 1 ganador de la serie 2 ganador de la serie Título del campeonato |
| 1958-59   | 28-18                            | 1.º                     | Regino Otero                   | Ronda de semifinales perdida                                      |
| 1959-60   | 16-13                            | --                      | Jim Fanning                    | Temporada suspendida por la huelga de los jugadores               |
| 1960-61   | 30-22                            | 1.º                     | Rodolfo Fernández              | Ganó la ronda semifinal Título del campeonato                     |
| 1961-62   | 21-30                            | 3.º                     | Rodolfo Fernández Julio Bracho | No calificó para los playoffs                                     |
| 1962-63   | 23-16                            | 1.º                     | Robert Hoffman                 | Ganó la ronda semifinal Título del campeonato                     |
| 1963-64   | 26-24                            | (Empatado en el 1.er)   | Dave Bristol                   | Serie de campeonato perdido                                       |
| 1964-65   | 25-25                            | 3.º                     | Rodolfo Fernández Robert Davis | No calificó para los playoffs                                     |
| 1965-66   | 36-24                            | 2.º                     | Johnny Lipon                   | Ganó la ronda semifinal Serie de campeonato perdido               |
| 1966-67   | 32-30                            | (Empatado en el tercer) | Johnny Lipon                   | Ronda de semifinales perdida                                      |
| 1967-68   | 27-23                            | 4.º                     | Mel McGaha Alfonso Carrasquel  | No calificó para los playoffs                                     |

## Títulos Obtenidos
- Liga Venezolana de Béisbol Profesional (5): 1955-56, 1957-58, 1958-59, 1960-61, 1962-63.[3]
- Serie Interamericana (1): 1961.